# Caldecote (Northamptonshire)
Caldecote – wieś w Anglii, w hrabstwie Northamptonshire, w dystrykcie (unitary authority) West Northamptonshire. Leży 12 km na południowy zachód od miasta Northampton i 94 km na północny zachód od Londynu. W 2010 miejscowość liczyła 38 mieszkańców.